# 7293 Kazuyuki
7293 Kazuyuki è un asteroide della fascia principale. Scoperto nel 1992, presenta un'orbita caratterizzata da un semiasse maggiore pari a 2,1839146 UA e da un'eccentricità di 0,1602112, inclinata di 3,86461° rispetto all'eclittica.